# Gideå landskommun
Gideå landskommun var en tidigare kommun i Västernorrlands län.

## Administrativ historik
Kommunen inrättades den 1 januari 1863 i Gideå socken i Ångermanland  när 1862 års kommunalförordningar trädde i kraft.
Den 1 januari 1885 utbröts Trehörningsjö landskommun.
Kommunen påverkades inte av kommunreformen 1952 och förblev oförändrad fram till år 1971 då den kom att bli en del av den nya Örnsköldsviks kommun.
Kommunkod 1952-1970 var 2234.

### Kyrklig tillhörighet
I kyrkligt hänseende tillhörde kommunen Gideå församling.

## Kommunvapen
Blasonering: I fält av silver en sig stegrande röd häst.
Vapnet är antaget 1965-05-28, men inte fastställt av Kungl Maj:t,  och upphörde vid kommunens ombildning 1971-01-01. Komponerat av stadsarkitekt Hans Schlyter, Sundsvall.

## Geografi
Gideå landskommun omfattade den 1 januari 1952 en areal av 472,50 km², varav 439,90 km² land.

### Tätorter i kommunen 1960
I Gideå landskommun fanns den 1 november 1960 ingen tätort. Tätortsgraden i kommunen var då alltså 0,0 procent. Orten Gideå blev tätort 1965.

## Politik

### Mandatfördelning i valen 1938-1966
| 12 | 5 | 4 | 4 |

| 24 |

| 11 | 4 | 6 | 4 |

| 24 |

| 10 | 4 | 7 | 4 |

| 25 |

| 10 | 7 | 5 | 3 |

| 23 |

| 10 | 3 | 6 | 6 |

| 25 |

| 7 | 2 | 10 | 6 |

| 25 |

| 8 | 10 | 5 | 2 |

| 23 |

| 7 | 11 | 4 | 2 |  |

| 22 |